# Dactylolabis novaezemblae
Dactylolabis novaezemblae là một loài ruồi trong họ Limoniidae. Chúng phân bố ở miền Cổ bắc.